# Laß, Fürstin, laß noch einen Strahl, BWV 198
Laβ, Fürstin, laβ noch einen Strahl, BWV 198 (Fes, Princesa, fes que un altre raig), és una cantata de Johann Sebastian Bach estrenada a Leipzig el 17 d'octubre de 1727.

## Origen i context
Més que una cantata litúrgica aquesta obra és una oda fúnebre per a un acte acadèmic solemne que tingué lloc a l'església de Sant Pau de la Universitat de Leipzig, on acabà la processó que s'havia iniciat a l'església de Sant Nicolau. La cerimònia fou un acte d'homenatge pel traspàs, ocorregut el 5 de setembre, de la princesa Christiane Eberhardine de Saxònia, esposa de  Frederic I, príncep elector i rei de Polònia des de 1697; la princesa era molt estimada perquè, a diferència del seu espòs, no abjurà de la fe luterana quan accediren al tron polonès.
El text de l'oda, de Johann Christoph Gottsched – professor de la Universitat–, és molt peculiar, en primer lloc és una de les escasses odes fúnebres no escrita en italià, no té l'estructura típica amb recitatius i àries, sinó que consta de nou estrofes de vuit versos cadascuna, que Bach adaptà a la manera de les cantates. Després d'un cor inicial, els solistes intervenen de manera ordenada, de soprano a baix, amb un recitatiu i ària, excepte el baix que només canta un recitatiu. Sembla que el primer i l'últim números posteriorment formaren part de la Música fúnebre per al príncep Leopold de Köthen, interpretada el 24 de març de 1729, i la major part dels altres números s'incorporaren a la desapareguda Passió segons Sant Marc, fet que n'ha permès una recuperació parcial. Altres cantates conservades per a cerimònies a la Universitat de Leipzig són, BWV 36a, BWV 205 i BWV 207.

## Anàlisi
Obra escrita per a soprano, contralt, tenor, baix i cor; dues flautes travesseres, dos oboès d'amor, dues violes de gamba, dos llaüts, corda i baix continu. Consta de deu números dividits en dues parts cantades abans i després de l'oració fúnebre.
Primera part
1. Cor: Laβ, Fürstin, laβ noch einen Strahl (Fes, Princesa, fes que un altre raig)
2. Recitatiu (soprano): Dein Sachsen, dein bestürztes Meißen (La teva Saxònia, la teva consternada Meissen)
3. Ària (soprano): Verstummt, verstummt, ihr holden Saiten! (Calleu, calleu, dolços instruments!)
4. Recitatiu (contralt): Der Glocken bebendes Getön (Que el toc tremolós de les campanes)
5. Ària (contralt): Wie starb die Heldin so vergnügt! (Amb quina placidesa és morta l'Heroïna!)
6. Recitatiu (tenor). Ihr Leben ließ die Kunst zu sterben (La seva vida mostra l'art de morir)
7. Cor: An dir, du Fürbild großer Frauen (En tu, model de gran dona)

Segona part
1. Ària (tenor): Der Ewigkeit saphirnes Haus (La casa de safir de l'eternitat)
2. Recitatiu (baix): Was Wunder ists? Du bist es wert (És d'espantar, això? Prou que n'ets digna)
3. Cor: Doch, Königin! du stirbest nicht (Així doncs, oh Reina, tu no mors)

L'obra s'inicia amb un cor impressionant, ple de dramatisme amb l'orquestra al complet i un aire que recorda una obertura francesa que destaca l'afecte cap la persona homenatjada. Els números 2 i 3 van a càrrec del soprano, el recitatiu és un accompagnato de tota la corda; l'ària, també amb la corda i el continu, i una participació destacada del primer violí. Sobre les primeres paraules Verstummt, verstummt, ihr holden Saiten (Calleu, calleu, dolços instruments) la veu arrenca amb el registre més baix, i sobre O Schmerzenswor (o molt dolorós), referint-se a la mort, hi ha dos melismes per tal de potenciar-ne el sentit. En el recitatiu de contralt, número 4, es troba un dels exemples de l'anomenat so fúnebre de les campanes, a càrrec de tots els instruments llevat dels oboès. A l'ària de contralt del número 5 es relaxa el dramatisme viscut fins aquest moment i d'acord amb el text agafa un to reposat i íntim. El recitatiu el tenor, número 6, és també un accompagnato amb els oboès d'amor i un paper destacat del continu. Una fuga coral en què els instruments dupliquen les veus clou la primera part. A l'inici de la segona part el tenor completa la seva actuació amb una ària, número 8, plena d'expressió, acompanyat d'una flauta travessera i un oboè d'amor; estructurada en dues parts, de quatre versos cadascuna, d'entrada s'atura sobre Ewigkeit (eternitat) amb una nota llarga expressada en una sèrie de cinquanta-sis semicorxeres tant interminables com la mateixa eternitat. El baix, en la seva única participació, canta el recitatiu del número 9, que comença en secco i acaba en arioso, en què es mencionen els rius de Saxònia i Polònia, i la música reflecteix el moviment i el fluir de les aigües. El cor final, igual que en les grans passions, és senzill i simbolitza la grandesa d'ànima i la fidelitat religiosa de la princesa, té el punt culminant quan es canta l'epitafi que els poetes li van dedicar. Té una durada aproximada de gairebé trenta-cinc minuts.

## Discografia seleccionada
John Eliot Gardiner no la inclou en la The complete live recordings from the Bach Cantata Pilgrimage per a (Soli Deo Gloria).
- J.S. Bach: Das Kantatenwerk. Sacred Cantatas Vol. 10. Gustav Leonhardt, Leonhardt-Consort, Knabenchor Hannover (Heinz Hennig, director), Collegium Vocale Gent (Philippe Herreweghe, director), Jan Patrick o’Farell (solista del cor), René Jacobs, John Elwes, Harry van der Kamp. (Teldec), 1994.
- J.S. Bach: Complete Cantatas Vol. 4. Ton Koopman, Amsterdam Baroque Orchestra & Choir, Lisa Larsson, Elisabeth von Magnus, Paul Agnew, Klaus Mertens. (Challenge Classics), 2006.
- J.S. Bach: Cantatas Vol. 53. Masaaki Suzuki, Bach Collegium Japan, Han Blazikova, Robin Blaze, Peter Kooij. (BIS), 2013.
- J.S. Bach: Church Cantatas Vol. 60. Helmuth Rilling, Würtembergisches Kammerorchester Heilbron, Gächinger Kantorei Stuttgart, Arleen Augér, Gabriele Schereckenbach, Aldo Baldin, Philippe Huttenlocher. (Hänssler), 1999.
- J.S. Bach: Funeral Cantatas. John Eliot Gardiner, English Baroque Soloists, Monteverdi Choir, Nancy Argenta, Michael Chance, Anatholy Rolfe.Johnson, Stephen Varcoe. (Archiv Produktion), 1989.
- J.S. Bach: Cantatas BWV 198, 158 & 57. Jürgen Jürgens, Concerto Amsterdam, Monteverdi Choir Hamburg, Rotraud Hansmann, Helen Watts, Kurt Equiluz, Max van Egmond. (Teldec), 1966.
- J.S. Bach: Trauerode. Philippe Herreweghe, La Chapelle Royale, Collegium Vocale Gent, Ingrid Schmithüsen, Charles Brett, Howard Crook, Peter Kooij. (Mirare), 20077.
- J.S. Bach: A funerary monument for the Queen of Poland. Philippe Pierlot, Ricercare Consort, Katharine Fuge, Carlos Mena, Jan Kobow, Stephan Macleod. (Harmonia Mundi), 1987.